# مالاقای
مالاقای (انگلیسی: Malaqaye) ملکه‌ای در نوبه و مصر باستان بود که لقب «همسر پادشاه» را داشت. احتمال می‌رود که همسرش تانتامانی بوده باشد. او تا کنون تنها از محل دفن او (مقبرهٔ شماره ۵۹) در شهر باستانی «نوری» (در سودان امروزی) شناخته شده است.
زمانی، دفن او در «نوری» به احتمال زیاد شامل یک هرم با یک نمازخانه و دو اتاق دفن زیرزمینی بود. هنگام حفاری، هرم و کلیسای کوچک به‌طور کامل از بین رفتند. پلکانی وجود داشت که به زیر زمین می‌رفت و به دو اتاق دفن می‌رفت که مشخص بود غارت شده بودند، اما همچنان حاوی بخش قابل توجهی از تجهیزات اصلی، از جمله یک ماسک مومیایی نقره‌ای، بسیاری از پوشش‌های مومیایی نقره‌ای و بسیاری از طلسم‌ها بود. نام ملکه بر روی یک اسکراب قلب حفظ شد. قطعاتی از بیش از ۱۰۰ اوشابتی بدون نوشته نیز یافت شد.